# Mir Kasim
Mir Kasim (també Mir Qasim, nom complet Mir Kasim Ali Khan) fou nabab de Bengala de 1760 a 1764. Va morir el 1777.
Era un oficial militar i gendre del nabab Mir Jafar. Aquest no podia complir amb les obligacions financeres imposades pels britànics i aquestos el van deposar l'octubre de 1760 nomenant Mir Kasim al seu lloc. Aquest va haver de satisfer els deutes cedint a la Companyia Britànica de les Índies Orientals els districtes de Burdwan, Midnapur i Chittagong. Aviat es va cansar de la interferència de la companyia en el seu govern i va optar per constituir un estat veritablement independent a l'alta Bengala i Bihar, deixant la baixa Bengala als britànics. Va traslladar la capital de Murshidabad a Monghyr, ciutat menys accessible al Bihar. Va crear un exèrcit de tipus europeu entrenat per un armeni de nom Gregori (Gurgin Khan), i va fundar un arsenal supervisat pel mateix general. Aquest exèrcit es va finançar amb una reforma de la taxació. Però aquestes reformes el van enfrontar als britànics, ja que va negar que la llicència comercial (dastak) concedida per l'emperador mogols a la companyia, li permetés a aquesta comerciar arreu sense pagar taxes; altres comerciants locals amb llicències (dastaks) foren obligats a pagar el 40% dels benefici, però la companyia s'hi va negar. Després de moltes negociacions es va arribar a un acord pel qual els drets de trànsit dels productes de comerç a Bengala serien un 9%, cosa que va acceptar el governador de la Companyia Britànica de les Índies Orientals Mr. Vansittart, ja que era sensiblement inferior a l'acordat a altres comerciants; però el consell de directors de Calcuta va rebutjar l'acord i Mir Kasim en resposta va decidir obrir el comerç a tothom sense taxes, el que era inacceptable per a la Companyia i va agreujar les relacions amb el nabab.
L'abril de 1763 una delegació formada per Hay i Amyatt fou enviada des de Calcuta a Monghyr, on el nawab tenia residència; però ja era tard per negociar; les disputes entre els agents britànics (gianashtes) i els oficials bengalís eren contínues i un incident produït a Monghyr (quan Hay i Amyatt eren allí) va provocar la ruptura. Mir Kasim va capturar alguns bots amb armes que anaven pel Ganges cap a Patna, al·legant amb raó que les armes anaven dirigides contra ell.
Ellis, cap de la factoria de Patna va ordenar als sipais ocupar la ciutat de Patna, cosa que es va fer el 25 de juny de 1763. En venjança el nabab va enviar una força a empaitar a Amyatt, que havia rebut autorització per tornar a Calcuta, i va agafar a Hay com a ostatge. Amyatt va ser apressat i executat prop de Cossimbazar. Mentre els sipais de la companyia havien saquejat Patna però foren atacats per les forces del nabab i van perdre la ciutat i la factoria i la major part van morir; els que van quedar (1/6 part de la força original de 2000 homes) van estar assetjats dos dies i finalment van fugir en direcció a Oudh pel riu, i finalment van rendir les armes en aquest regne i van ser retornats a Patna; aqui havia estat transportat Hay des de Monghyr amb els seus col·laboradors, junt amb tots els oficials de Cossimbazar, factoria que havia estat ocupada a l'inici de les hostilitats, i amb altres presoners britànics.
Tot això va provocar l'inici d'hostilitats regulars i Mir Kasim fou derrotat en dues batalles pel major Adams, a Giria (2 d'agost de 1763) i a Udhua Nullah (5 de setembre). L'exèrcit del nabab es va mostrar ineficaç. Les derrotes van exasperar a Mir Kasim i el 9 de setembre va escriure a Adams i li va indicar que si seguia avançant tallaria el cap d'Ellis i la resta de britànics presoners, i l'hi enviaria. Finalment va complir l'amenaça el 6 d'octubre amb l'ajut d'un renegat de nom Walter Reinhardt, conegut pels musulmans com Sumru; uns 60 britànics foren assassinats i els seus cossos tirats a un pou en la casa on estaven presoners a Patna. Altres 150 van ser morts en altres llocs de Bengala.
Els britànics van ocupar Patna i després Monghyr on el governador de la fortalesa va capitular al cap de dos dies de bombardeig; els banquers hindús de Murshidabad coneguts com els dos Seths, van ser tirats al Ganges acusats d'afavorir la causa britànica. LLavors fou restablert com a nabab Mir Jafar però sense poder efectiu. Mir Kasim i el seu lloctinent Sumru van haver de fugir cap a l'Oudh on va aconseguir l'aliança del nabab-wazir local Shuja al-Dawla i de l'emperador mogol Shah Alam II, però les forces aliades no van poder ocupar Patna i foren derrotades completament pels britànics manats pel coronel Munro a la batalla de Buxar (23 d'octubre de 1764) que va suposar la conquesta efectiva britànica de Bengala. Shah Alam II es va presentar al campament britànic i Shuja al-Dawla es va retirar a Faizabad, després a Lucknow i finalment a Bareilly. Mir Kasim fou empresonat per orde de Shuja al-Dawla. El nabab.wazir va aconseguir ajuda dels afganesos (rohilles) i dels marathes i va enfrontar als britànics el 1765 prop de Jajmau al districte de Cawnpore, però va patir una nova derrota.
Pel tractat de pau del 1765 els britànics van obtenir la major part de la divisió de Benarés i Shah Alam II fou declarat sobirà de la resta de l'Oudh; però la cort de directors de la Companyia Britànica de les Índies Orientals no va acceptar aquest acord i Shuja al-Dawla fou mantingut com a sobirà a tot l'Oudh, mentre el raja de Benarés passava a ser un feudatari d'Oudh, que l'havia de respectar; a l'emperador se li van cedir els districtes de Cawnpore, Fatehpur, i Allahabad. Shuja al-Daula va haver de pagar una indemnització de guerra de 50 lakhs i va traslladar la seva residència a Faizabad on va construir una gran fortalesa i va augmentar la prosperitat de la ciutat.
Mir Kasim va poder fugir del seu captiveri i va portar una vida errant. Va morir pobre prop de Delhi el 1777.